# Sasha Alexander
Suzana S. Drobnjaković mais conhecida como Sasha Alexander (Los Angeles, 17 de Maio de 1973) é uma atriz estadunidense, mais conhecida por interpretar Caitlin Todd no drama televisivo NCIS e Maura Isles na série Rizzoli & Isles.

## Biografia

### Vida pessoal
Sasha Alexander nasceu como Suzana S. Drobnjaković em Los Angeles, no estado da Califórnia, sendo descendente de sérvios e italianos. Ela começou a atuar em produções de sua escola na sétima série. A futura atriz também era patinadora, mas teve que abandonar o esqui quando sofreu um ferimento. Ela viria a continuar atuando durante o ensino médio e o ensino superior, e então mudou-se para Nova Iorque, com o objetivo de atuar nos festivais de teatro da cidade. Posteriormente, ela viria a se formar na Escola de Cinema e Televisão da Universidade da Califórnia do Sul.

### Carreira
Sasha obteve papéis regulares em duas séries de televisão mal-sucedidas, um no drama médico Presidio Med, e outro no drama Wasteland. Ela também obteve um papel recorrente na quarta temporada do seriado Dawson's Creek como Gretchen Witter, namorando o personagem-título, e uma participação especial polêmica em um episódio da série Greg the Bunny, no qual interpretou uma repórter lésbica do TV Guide que beijava a personagem da atriz e comediante Sarah Silverman. Alexander também teve participações notórias nos filmes Lucky 13, ao lado de Brad Hunt e Lauren Graham, e All Over the Guy. Sua participação em NCIS terminou em maio de 2005, e ela conseguiu um outro papel no filme de 2006 Mission Impossible III.
Mais recentemente, Sasha ingressou no elenco de The Nine, no papel da ex-esposa de Nick. Ela também fez parte de um episódio do seriado Friends, no qual interpretou uma jornalista da revista Soap Opera Digest que entrevistou Joey, que no momento fazia uma participação em Days of our Lives. Atualmente protagoniza um novo seriado da TV americana Rizzoli & Isles aonde  interpreta a médica legista do departamento de polícia de Boston, Maura Isles.Além de ter feito uma participação em um filme (não lançado) de Richard Kelly

## Filmografia

### Cinema
- Visceral Matter (1997) ... Karen Chambers
- Supply & Demand (1997) (TV) ... Jazzy
- Battle of the Sexes (1997)
- Twin Falls Idaho (1999) ... Miss América
- All Over the Guy (2001) ... Jackie Samantha Gold
- Ball & Chain (2001) (TV) ... Chloe Jones
- Expert Witness (2003) (TV)
- Lucky 13 (2005) ... Susie
- Mission: Impossible III (2006) ... Melissa Meade
- The Last Lullaby (2008) ... Sarah
- Play Dead (2008) ... Carolanne
- Yes Man (2008) ... Lucy
- He's Just Not That Into You
- Tenure (2009) ... Margaret

### Televisão
- Seinfeld ... Karen
- Wasteland ... Jesse Presser (13 episódios, 1999)
- Dawson's Creek ... Gretchen Witter (20 episódios, 2000-2001)
- CSI: Crime Scene Investigation ... Promotora Robin Childs (1 episódio, 2001)
- Friends ... Shelley, a entrevistadora (1 episódio, 2002)
- Greg the Bunny ... Laura Carlson (1 episódio, 2002)
- Presidio Med (2002) ... Dr. Jackie Collette
- Criminal Minds ... Brenda Sammas (1 episódio, 2005)
- NCIS ... Caitlin Todd (48 episódios, 2003-2005)
- E-Ring ... Allyson Merrill (1 episódio, 2006)
- The Nine ... Juliana (2 episódios, 2006)
- Rizzoli & Isles ... Dra. Maura Isles, 2010
- House MD (2010)
- Shameless ... Helene, 2015